# 伯明翰机场
伯明翰国际机场（英語：Birmingham International Airport）是英国第二大城市伯明翰的国际机场，位於伯明翰市中心東南偏東 13 公里、考文垂西北偏西 17.6 公里處，在索利赫爾大都會區。
該機場於1939年7月8日啟用，並曾於第二次世界大戰期間被英國皇家空軍徵用作基地。1946年7月8日，該機場恢復作民航用途。
2017年，該機場的乘客量超過1.29千萬，使該機場成為英國第七繁忙的機場。該機場提供飛往歐洲、中東、印度次大陸、北美和加勒比地區等目的地的國際航班。伯明翰機場是易捷航空、捷特二航空、瑞安航空和途易航空的運營基地。

## 歷史

### 建設與啟用
1928 年，伯明翰市議會決定該市需要一座市政機場； 因此不久之後成立了一個委員會，致力於建立這樣一個設施。據報導，到 1931 年，潛在的機場選址地點包括雪莉、埃爾姆登和奧爾德里奇等地。 雖然埃爾姆登被認為是一個令人印象深刻且合適的機場選址，但由於大蕭條導致的開支削減，進一步的進展被推遲了。到 1933 年，該項目重新啟動，並於次年成立了一個新的機場委員會來監督機場的建設。 在做出任何重大建設決定之前，委員會成員於 1935 年參觀了歐洲各地（包括阿姆斯特丹、柏林、里昂、巴黎、布魯塞爾和倫敦）成功的機場。
1935 年 1 月，機場委員會開始尋求專家顧問參與機場建設。1933年，伯明翰市議會授權強制購買300英畝土地供機場使用； 次年又以類似方式收購了 214 英畝土地。 1936 年，城市工程師和測量員、公共工程部和一家航空顧問公司等多個機構開始準備地面、設計航站樓和機庫建築以及規劃機場的詳細佈局。
1937 年 10 月，多家承包商受命建造機場建築的各個部分，包括精心設計的航站樓。 據報導，該項目的總支出約為 360,000 英鎊。建設工作進展迅速； 1939 年 5 月 1 日，機場竣工到可以處理交通的程度。
1939 年 7 月 8 日，肯特公爵夫人、希臘和丹麥的瑪麗娜公主在首相內維爾·張伯倫的陪同下主持了埃爾姆登機場的啟用儀式。它的航站樓包括以裝飾藝術風格設計的空中交通管制塔；該設施繼續用作航站樓直到 1984 年，隨後用作員工辦公室和私人航班； 截至 2018 年，它仍然完好無損。該機場由伯明翰市議會擁有和經營。 初始服務飛往克羅伊登、格拉斯哥、利物浦、萊德、濱海索爾海姆、曼徹斯特和南安普敦； 此後不久又增加了進一步的服務，儘管它很快就會因第二次世界大戰的爆發而暫時停止用作民用機場。

### 第二次世界大戰
第二次世界大戰期間，埃爾姆登機場被英國空軍徵用，並被英國空軍和英國海軍用作英國皇家空軍埃爾姆登機場。 它主要作為初級飛行學校和艦隊航空隊兵基地運營。正是在這時，原來的草地跑道被兩條硬跑道所取代：06/24 （在 753 米）和 15/33 （在 1,271 米）。 當時在長橋（現屬布羅姆斯格羅夫區）製造的大量蘭開斯特轟炸機和史特靈轟炸機由於無法從工廠的短跑道起飛； 因此，它們均需通過陸路運輸到埃爾姆登機場，它們的機翼事先被拆除並在抵達後重新安裝。 它們在機場進行了試飛，一旦宣布適航，便被送往運營單位。 1946 年 7 月 8 日，機場重新向民用運營開放，但仍處於政府控制之下。

### 1950 - 1980
在戰後年代，這裡舉辦了許多公共活動，例如航空展銷會和飛行比賽。 1949 年，隨著英國歐洲航空公司開通飛往巴黎的航線，定期航班服務開始； 多年來，飛往歐洲大陸的航班數量穩步增長，包括從 1955 年至 1960 年開始飛往蘇黎世、杜塞爾多夫、帕爾馬、阿姆斯特丹和巴塞羅那的航班。1960 年，伯明翰機場恢復由伯明翰市運營，結束了中央政府的控制。
1961 年，一座額外的航站樓啟用，以處理日益增長的國際交通，它被恰當地稱為國際大樓。 此外，在 1967 年至 1970 年間，機場展開了把主跑道延長至 7,400 英尺（1.4 英里）的工程，令渦輪螺旋槳發動機客機和噴氣式客機得以使用機場。 因此，1967 年機場推出了一項使用維克斯VC10客機飛往紐約的新服務。據報導，到 1970 年代初，伯明翰機場通過相對擁擠的客運大樓，每年處理大約 100 萬名乘客。 1974 年，新成立的西米德蘭茲郡大都會郡議會從伯明翰市接管了機場。
1980 年 9 月 16 日，超音速客機協和式飛機首次造訪伯明翰機場。 2003 年 10 月 20 日，作為告別之旅的一部分，協和式飛機最後一次造訪機場。

### 1980 - 2000

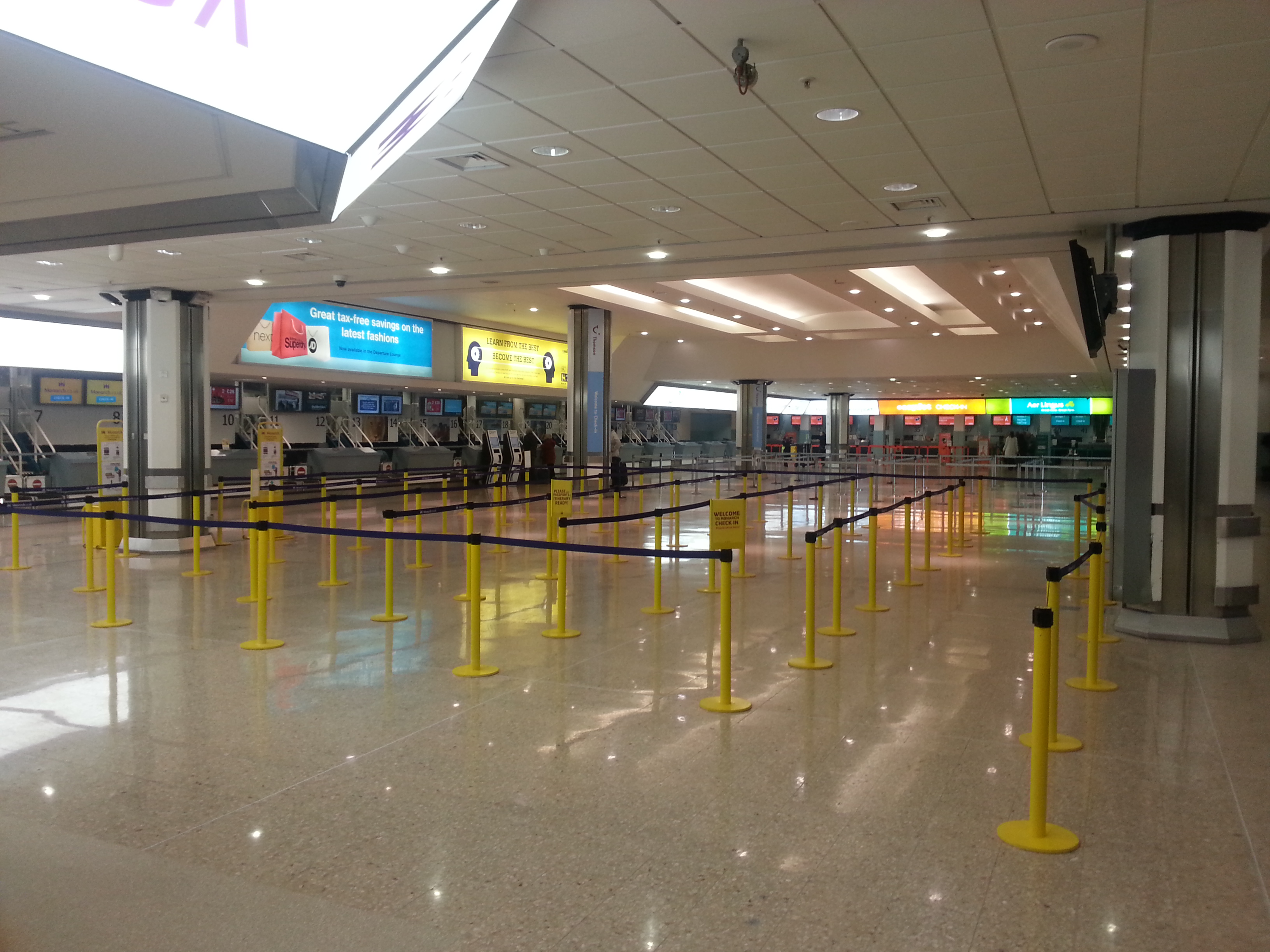
一號航站樓的主要旅客登記大堂

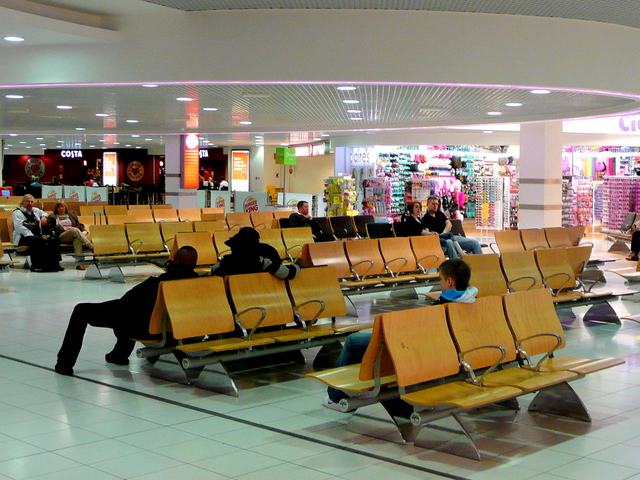
離境區

伯明翰機場曾經是世界上第一個商業磁懸浮列車系統的所在地，該系統採用低速磁懸浮列車的形式，沿著航站樓和伯明翰國際火車站之間、長 620 米的線路運行。經過一年的測試和試用，伯明翰機場磁懸浮列車於 1984 年 4 月大張旗鼓地啟用。然而，在 1995 年，磁懸浮鐵路在啟用 11 年後停運； 關閉的原因是系統不可靠，它經常出現故障。 原來的導軌暫時處於休眠狀態但完好無損，以保留日後作修復或改用於其他用途。2003 年，替代電纜牽引系統AirRail Link旅客捷運系統投入使用，該系統重新利用了軌道和大部分原有基礎設施。

### 2000年以後
2010 年 9 月，伯明翰機場宣佈在 2011 年將 1 號和 2 號航站樓合併為一個設施後，將從其正式名稱中刪除“國際”兩字，改成“伯明翰機場”。 一家總部位於米德蘭茲的營銷機構被聘用來“創建一個新的企業形象，以反映伯明翰機場目前在市場上的地位及其未來的潛力”。 伯明翰機場的數據顯示，有 800 萬人居住在距離機場一小時車程範圍內，但只有不到 40% 的人使用機場。 機場管理方希望品牌重塑將使機場“在市場上更加引人注目”。 2010年11月，機場開始使用新名稱、新標誌、藍色陰影的互鎖圓圈和標語“Hello World”（你好世界），旨在反映機場作為全球旅遊樞紐的新定位。
2011 年 1 月，機場的觀景廊被永久關閉。 同月，機場將其兩個航站樓合併為一個航站樓，其中涉及建造另外兩個樓層，以容納新的到達和迎接區、中央安全搜索區。 2011 年 7 月，新的控制塔建設工程展開。 新控制塔於 2012 年 3 月完工； 它取代了機場自 1939 年機場啟用以來一直被用作控制塔的塔樓。
2011 年 2 月 23 日，伯明翰機場宣布2號高速鐵路將可解決倫敦跑道容量問題； 管理人員表示，一旦高速鐵路建成，從伯明翰機場到倫敦的速度將比從斯坦斯特德機場更快，並聲稱伯明翰機場可容納多 900 萬名乘客。

## 航線及目的地
以下航空公司運營往返伯明翰機場的定期航班和包機服務：
| 航空公司       | 目的地 |
| -------------- | --- |
| 愛琴海航空     | 雅典 |
| 愛爾蘭航空     | 貝爾法斯特-城市、都柏林 |
| 法國航空       | 巴黎-戴高樂 |
| 印度航空       | 阿姆利則, 德里 |
| 奧爾德尼航空   | 根西 |
| BH航空         | 季節性: 布爾加斯（2023年9月4日結束營運） |
| 藍色群島航空   | 澤西 |
| 布魯塞爾航空   | 布魯塞爾 |
| 克雷頓航空     | 季節性: 安塔利亞、達拉曼 |
| 易捷航空       | 阿姆斯特丹、貝爾法斯特-國際、愛丁堡、日內瓦、格拉斯哥、里斯本、里昂（2023年10月29日開始營運）、米蘭-馬爾彭薩（2023年6月26日開始營運）、巴黎-戴高樂（於2023年10月29日開始營運） 季節性: 法魯、南特、拿坡里、馬略卡島帕爾馬 |
| 阿聯酋航空     | 迪拜-國際 |
| 歐洲之翼航空   | 杜塞爾多夫、布拉格 |
| 捷特二航空     | 阿利坎特、安塔利亞、巴塞羅那、布達佩斯、法魯、富埃特文圖拉島、豐沙爾、大加那利島、克拉科夫、蘭薩羅特、馬拉加、馬略卡島帕爾馬、帕福斯、布拉格、羅馬-菲烏米奇諾、特內里費-南 季節性: 阿爾梅里亞、雅典、卑爾根（2024年5月9日開始營運）、貝爾熱拉克、博德魯姆、布爾加斯、卡塔尼亞、尚貝里、哈尼亚、科隆/波恩（2023年12月6日開始營運）、科孚島、達拉曼、杜布羅夫尼克、日內瓦、赫羅納、格勒諾布爾、伊拉克利翁、伊維薩島、因斯布魯克、伊茲密爾、卡拉馬塔、凱法利尼亞島、科斯島、拉納卡、馬耳他、梅諾卡、那不勒斯、尼斯、奧爾比亞、比薩、普雷韋扎/莱夫卡斯、雷烏斯、雷克雅未克-凱夫拉維克、羅得島、薩爾茨堡、聖托里尼、斯基亞索斯、斯普利特、塞薩洛尼基、都靈、威尼斯、維羅納、維也納、扎金索斯 |
| 荷蘭皇家航空   | 阿姆斯特丹 |
| 洛根航空       | 阿伯丁、印威內斯、曼島 |
| 漢莎航空       | 法蘭克福、慕尼黑 |
| 卡塔爾航空     | 多哈（2023年7月6日恢復營運） |
| 瑞安航空       | 阿利坎特、巴塞羅那、貝加莫、比隆、波爾多、布加勒斯特-奧托佩尼、比得哥什、科克、都柏林、法魯、富埃特文圖拉島、赫羅納、大加那利島、愛爾蘭西、克拉科夫、蘭薩羅特、里斯本、馬德里、馬拉加、馬耳他、穆爾西亞、比薩、波爾圖、波茲南、桑坦德、香農、索非亞、斯德哥爾摩-阿蘭達、特內里費-南、圖盧茲、威尼斯、維羅納、華沙-莫德林 |
| 沙特阿拉伯航空 | 吉達（2023年7月2日開始營運） |
| 北歐航空       | 哥本哈根 |
| 太陽快運航空   | 安塔利亞 季節性: 達拉曼、伊茲密爾 |
| 瑞士國際航空   | 蘇黎世 |
| 英國途易航空   | 阿加迪爾、博阿維斯塔、坎昆、哈馬馬特、富埃特文圖拉島、豐沙爾、大加那利島、赫爾格達、蘭薩羅特、馬拉加、馬拉喀什、蒙特哥貝、薩爾、沙姆沙伊赫、特內里費-南 季節性: 阿利坎特、阿爾梅里亞、安塔利亞、巴巴多斯、博德魯姆、布爾加斯、尚貝里、哈尼亚、科孚島、達拉曼、杜布羅夫尼克、法魯、赫羅納、伊拉克利翁、伊維薩島、因斯布魯克、伊茲密爾、卡瓦拉、凱法利尼亞島、基蒂萊、科斯島、庫薩莫（2023年12月10日恢復營運）、拉納卡、墨爾本/奧蘭多、梅諾卡、那不勒斯、馬略卡島帕爾馬、帕福斯、普拉、蓬塔卡納、雷烏斯、羅得島、羅瓦涅米、薩爾茨堡、聖托里尼、斯基亞索斯、索非亞、塞薩洛尼基、圖盧茲、都靈、維羅納、扎金索斯 季節性包機: 新加坡（2023年12月13日開始營運）                                |
| 土耳其航空     | 伊斯坦堡 |
| 伏林航空       | 巴塞羅那、巴黎-奧利 |
| 維茲航空       | 布加勒斯特–奧托佩尼、布達佩斯、克盧日-納波卡、克拉約瓦、克拉科夫、地拉那（2023年12月21日開始營運）、華沙–肖邦、弗羅茨瓦夫 |

## 地面交通

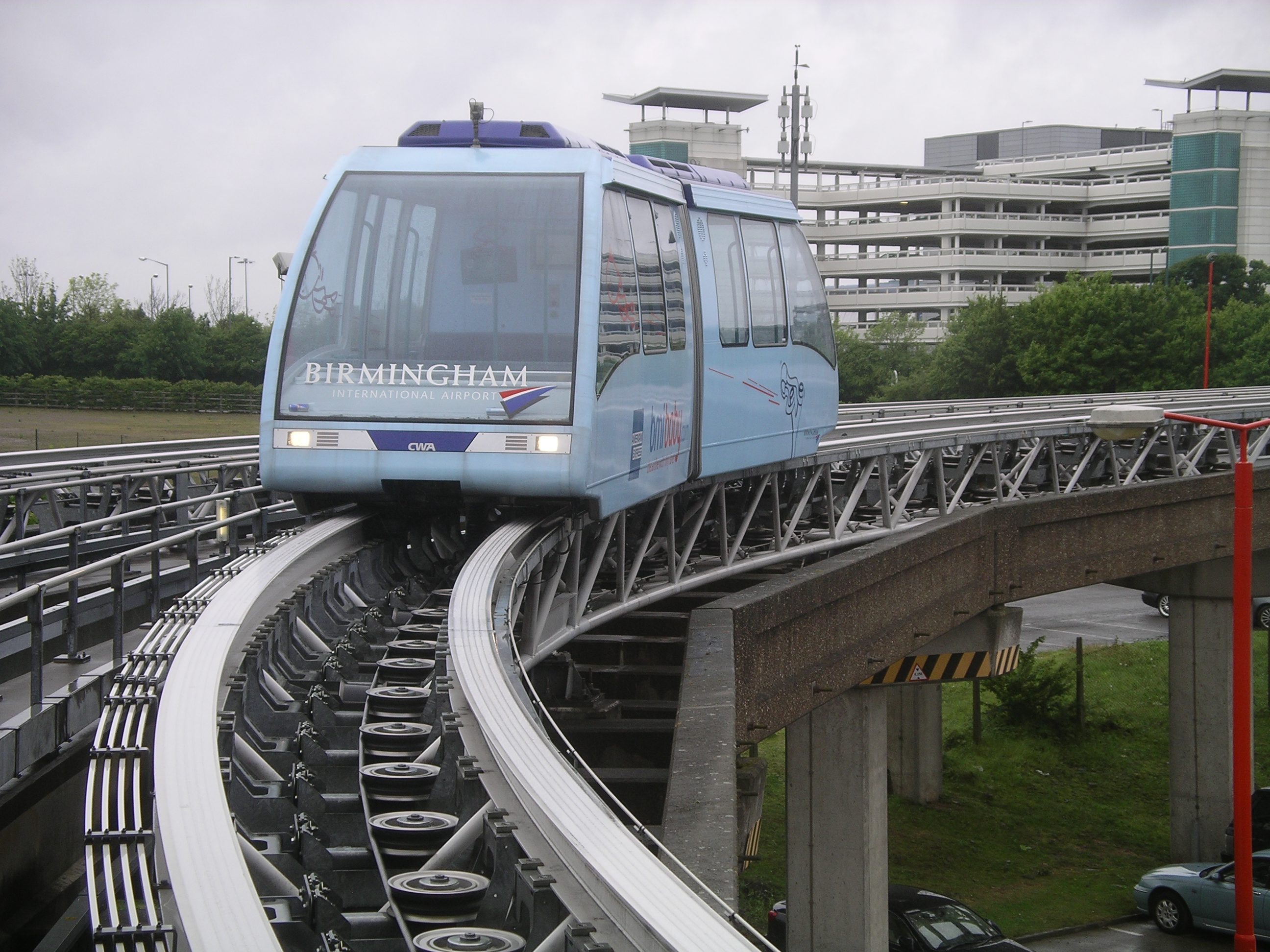
來往伯明翰國際火車站和伯明翰機場的旅客捷運系統AirRail Link列車

### 鐵路
伯明翰機場由伯明翰國際火車站提供服務。 該車站位於伯明翰和倫敦之間的西海岸主線上，火車由西米德蘭茲火車、Avanti西海岸、威爾士運輸和縱貫鐵路公司運營。 火車站和機場航站樓之間的交通由免費的旅客捷運系統AirRail Link提供。

### 客運
客運站設於一號航站樓外，大部分短途客運路線均由國家快運西米德蘭茲提供。國家快運於伯明翰機場有提供前往英國各城市（如倫敦、曼徹斯特、利物浦、特倫特河畔斯托克等）的長途客車服務。